# Michèle Bellaiche
Michèle Bellaiche (født 22. maj 1972 opvokset i Taastrup) er en dansk journalist og tv-vært, der siden 1998 har været tilknyttet TV 2.
Hun er uddannet i litteraturvidenskab og Formidling fra Københavns Universitet og har læst kultur- og samfundsvidenskab på Sorbonne Universitet i Paris. 
Bellaiche debuterede i 1997 som tv-vært på TV3-programmet Go morgen men har siden 1998 været tilknyttet TV 2. Først som vært på TV 2 Nyhederne, senere på Station 2.  Siden 2006 har hun været tilknyttet Nordisk Film TV, hvor hun har været fast vært på Go' Aften Danmark (fra 2006-2018) og på Go’morgen Danmark (2018- dd). Hun har derudover været vært på programserien Klamphuggerne og lavet dokumentarprogrammerne “Når hjernen svigter” og “Ravsøstrene”. Hun har talrige gange været nomineret til årets bedste vært og i 2010 og 2013 vandt hun Billed-bladets læserpris som bedste kvindelige tv-vært. Hun er en flittigt benyttet  konferencier, moderator og foredragsholder. Hun har trænet mange af landets bedste TV-værter i performance og interviewteknik og turnerer desuden rundt på landets kulturscener med sit eget talkshow “Michèle - LIVE”
Hun er datter af en fransk far og en dansk mor, og har undervist i fransk på aftenskoler. Hun har to børn, Josephine og Philip, og er bosat i Solrød Strand. 